# Šacharut
Šacharut nebo Ma'ale Šacharut (hebrejsky שַׁחֲרוּת‎ nebo מעלה שחרות, v oficiálním přepisu do angličtiny Shaharut) je vesnice typu společná osada (jišuv kehilati) v Izraeli, v Jižním distriktu, v Oblastní radě Chevel Ejlot.

## Geografie
Leží v nadmořské výšce 544 metrů v hornatině na jihovýchodním okraji pouště Negev nedaleko od svahů údolí vádí al-Araba, cca 122 kilometrů od jižního břehu Mrtvého moře.
Obec se nachází 172 kilometrů od břehu Středozemního moře, cca 240 kilometrů jihovýchodně od centra Tel Avivu, cca 208 kilometrů jižně od historického jádra Jeruzalému a 38 kilometrů severně od města Ejlat. Šacharut obývají Židé, přičemž osídlení v tomto regionu je etnicky převážně židovské. Obec je 8 kilometrů vzdálena od mezinárodní hranice mezi Izraelem a Jordánskem.
Šacharut je na dopravní síť napojen pomocí místní komunikace, která severně od obce ústí do dálnice číslo 12. Poblíž vesnice se nalézá mezinárodní letiště Ovda, využívané pro přepravu turistů v regionu okolo Ejlatu.

## Dějiny
Šacharut byl založen v roce 1985. Za vznikem vesnice stála Židovská agentura. Zástavba zpočátku sestávala z deseti montovaných ubikací. Usadilo se tu pět rodin. Zpočátku v osadě zcela chyběla inženýrské sítě a občanská infrastruktura. V obci fungují sportovní areály.
Domy v osadě jsou budovány s ohledem na pouštní charakter krajiny. Vesnice je pojmenována podle nedaleké stejnojmenné hory.

## Demografie
Obyvatelstvo osady je sekulární. Podle údajů z roku 2014 tvořili naprostou většinu obyvatel v Šacharut Židé (včetně statistické kategorie "ostatní", která zahrnuje nearabské obyvatele židovského původu ale bez formální příslušnosti k židovskému náboženství).
Jde o menší obec vesnického typu s dlouhodobě stagnující populací. K 31. prosinci 2014 zde žilo 121 lidí. Během roku 2014 populace stoupla o 9,0 %.
| Rok            | 1995 | 2001 | 2003 | 2004 | 2005 | 2006 | 2007 | 2008 | 2009 | 2010 | 2011 | 2012 | 2013 | 2014 |
| -------------- | ---- | ---- | ---- | ---- | ---- | ---- | ---- | ---- | ---- | ---- | ---- | ---- | ---- | ---- |
| Počet obyvatel | 59   | 90   | 102  | 105  | 108  | 104  | 107  | 120  | 105  | 110  | 116  | 113  | 111  | 121  |